# Majdan Gromadzki
Majdan Gromadzki – wieś w Polsce położona w województwie lubelskim, w powiecie biłgorajskim, w gminie Biłgoraj.
W latach 1954–1959 wieś należała i była siedzibą władz gromady Majdan Gromadzki, po jej zniesieniu w gromadzie Biłgoraj. W latach 1975–1998 miejscowość administracyjnie należała do województwa zamojskiego. 
Wieś jest sołectwem w gminie Biłgoraj. Według Narodowego Spisu Powszechnego z roku 2011 wieś liczyła 400 mieszkańców i była dwunastą co do wielkości miejscowością gminy.
Wierni Kościoła rzymskokatolickiego należą do parafii Matki Bożej Nieustającej Pomocy w Gromadzie.

## Szlaki turystyczne
Rowerowy Szlak Białej Łady